# Der Zigeunerbaron (1962)
Der Zigeunerbaron ist ein deutsch-französischer Spielfilm des Regisseurs Kurt Wilhelm aus dem Jahr 1962. Es handelt sich um ein Remake der Verfilmung aus dem Jahr 1935 mit Adolf Wohlbrück in der Titelrolle. Die Hauptrollen spielen Carlos Thompson, Heidi Brühl und Danièle Gaubert mit den Gesangsstimmen von Fritz Wunderlich (Thompson) und Herta Talmar (Gaubert). Heinz Oskar Wuttig bearbeitete das Drehbuch von Vineta Klinger, Walter Supper und Tibor Yost von 1935 um. Es basiert sehr lose auf dem Libretto zu der gleichnamigen Operette von Ignaz Schnitzer. In der Bundesrepublik Deutschland kam der Film am 28. September 1962 in die Kinos.

## Handlung
Auf seinem Weg zum jährlichen Viehmarkt in Temeschwar fährt der reiche und angeberische Schweinezüchter Kalman Zsupan den zweirädrigen Karren des Zigeunermädchens Saffi um, wodurch das Porzellangeschirr, das es auf dem Markt verkaufen wollte, zu Bruch geht. Plötzlich taucht ein junger Unbekannter auf und zwingt den Schweinezüchter, dem Mädchen den Schaden zu ersetzen.
Der Bänkelsänger Ernö gibt auf dem Marktplatz zum wiederholten Male die gleiche Geschichte zum Besten: Sie handelt vom alten Grafen Barinkay, der vor einem Vierteljahrhundert mit seiner Frau und dem gemeinsamen Sohn die Heimat verlassen musste, weil ihm vorgeworfen worden war, verbotene Geschäfte mit den verhassten Türken gemacht zu haben. Vor seiner Abreise habe er aber in den Mauern seines Anwesens noch einen Schatz vergraben, den bisher noch niemand gefunden habe. Er, Ernö, sei der Einzige, der das Versteck kenne. Wer ihm einen Taler gebe, dem werde er die Stelle zeigen.
Im Dorfkrug sieht Sandor zum zweiten Mal den Schweinehändler. Der hat gute Geschäfte gemacht und feiert nun den Erfolg mit Freunden. Begleitet wird Zsupan von seiner Tochter Arsena, in die sich Sandor sogleich verliebt. Als der den dicken Geschäftsmann in einem Lied verspottet, verpasst ihm Arsena eine schallende Ohrfeige.
Tags darauf folgt Sandor den drei Burschen, die von Ernö zum angeblichen Schatzplatz geführt werden. Nachdem jedoch alles Graben nicht zum gewünschten Erfolg geführt hat, laden sie ihren Ärger auf den Bänkelsänger ab und verlangen ihr Geld zurück. Unterdessen erkundet Sandor das alte, mittlerweile zu einem großen Teil zerfallene väterliche Anwesen. Jetzt hat im Schlosshof eine Gruppe Zigeuner ihr Lager aufgeschlagen. Vielen von denen ist der alte Barinkay noch in bester Erinnerung. Deshalb versuchen sie, das Anwesen nicht ganz verkommen zu lassen. Sollte jemals wieder ein Barinkay zurückkehren, soll er alles zum Besten vorfinden. Angeführt wird die Gruppe von der alten Czipra. Sie erkennt sofort, wer der Fremde ist. Darauf huldigen ihm alle Zigeuner, versprechen ihm aber, so lange sein Inkognito zu wahren, bis er legal in die Heimat zurückkehren könne.
Zu seinem Bedauern muss Zsupan erfahren, dass Sandor seinen vergrabenen Familienschatz tatsächlich gefunden und den größten Teil davon als Geschenk dem Kaiser vermacht hat. Zum Dank dafür wird er begnadigt und erhält den Familienbesitz zurück. Sandor schwankt in seiner Liebe zwischen Arsena und Saffi, entscheidet sich aber letztendlich für Saffi.

## Musik
Die Musik zu der Operette stammt von Johann Strauss (Sohn). Sie erklingt in dem Film aber nicht im Original, sondern in einer Bearbeitung von Rolf Alexander Wilhelm, der auch das Filmorchester leitete. Von der umfangreichen musikalischen Vorlage wurde nur ein kleiner Teil verwendet. Carlos Thompson wurde in seinen Gesangspartien vom Tenor Fritz Wunderlich synchronisiert. Herta Talmar lieh Danièle Gaubert ihre Sopranstimme. Es tanzt das National-Ballett K. u. D. Branko Krsmanovic, Belgrad.

## Ergänzungen
Die Außenaufnahmen entstanden in Warasdin und Belgrad im damaligen Jugoslawien, die Innenaufnahmen im Atelier der CCC-Film in Berlin-Spandau. Die Bauten wurden von den Filmarchitekten Walter Dörfler und Kosta Krivokapic entworfen. Lucia Giebisch steuerte die Kostüme bei.

## Kritik
Das Lexikon des internationalen Films bezeichnet den Streifen als „inhaltlich veränderte, musikalisch dürftige Verfilmung der beliebten Strauß-Operette: Harmlose Liebes- und Räuberromantik im Ungarland.“ Der Evangelische Film-Beobachter zieht folgendes Fazit: „Der Film bemüht sich redlich, die Stimmung der berühmten Operette von Johann Strauß zu treffen.“

## Quelle
- Programm zum Film: Illustrierte Film-Bühne, Vereinigte Verlagsgesellschaften Franke & Co. KG, München, Nummer 6265